# Marta Ingarden
Marta Ingarden, z domu Bińkowska (ur. 8 września 1921 we Lwowie, zm. 18 stycznia 2009 w Krakowie) – polska inżynierka architektka.

## Życiorys
Ukończyła  Gimnazjum i Liceum Ogólnokształcące im. Królowej Jadwigi we Lwowie w 1939 r. Rozpoczęła studia na Wydziale Architektury Politechniki Lwowskiej, które kontynuowała w czasie okupacji hitlerowskiej. W 1945 r. podjęła studia na Wydziale Architektury Politechniki Krakowskiej, które ukończyła w 1948 r.
Podjęła pracę jako projektantka w Biurze Budowlanym Przemysłu Węglowego w Krakowie, potem w Dyrekcji Zakładu Osiedli Robotniczych, a od 1 stycznia 1950 r. w Centralnym Biurze Projektów i Studiów Budownictwa Osiedlowego ZOR dla miasta Nowa Huta.
Wraz z mężem Januszem Ingardenem zaprojektowała i czuwała nad realizacją wielu budynków Nowej Huty. Między innymi Teatru Kameralnego, który miał być sceną kameralną niezrealizowanego nowohuckiego teatru, oraz budynków S i Z Centrum Administracyjnego Huty im. Lenina. W 1957 wraz z mężem  otrzymała nagrodę II stopnia za projekt „gmachu eksperymentalnego” na osiedlu B-32 dziś Osiedle Szklane Domy.
Autorka wielu projektów architektonicznych w Krakowie, m.in. (wraz z zespołem) Szpitala im. L. Rydygiera. Poza Krakowem według jej projektów zrealizowano budynki mieszkalne w Polkowicach i na Polanie Szymoszkowej w Zakopanem.
Pogrzeb Marty Ingarden odbył się 24 stycznia 2009 na Cmentarzu Salwatorskim.